# 台東基督教醫院
東基醫療財團法人台東基督教醫院（英語：Taitung Christian Hospital）位於臺灣臺東縣臺東市，俗稱台東基督教醫院，為臺東縣境內之地區性大型醫院之一，由基督教協同會旗下的宣教士來臺設立。

## 沿革

### 成立背景
1961年基督教協同會差派葉德華牧師前往臺灣宣教，進行阿美族語的聖經翻譯。葉德華寫信要求協同會也派遣一名醫師與護理師前來臺灣東部提供醫療服務。同年，協同會醫師譚維義與其夫人帶著四名子女自美國舊金山搭船，歷經三週航程抵達臺灣。
譚維義一家抵達臺灣後，首先於臺北學習中文，並陸續南下至臺東原住民部落舉辦義診。1964年9月，譚維義醫師率領三名醫師組成醫療團隊，巡迴於屏東縣至臺東縣成功鎮之間，為沿線原住民部落提供巡迴義診服務。同年年底，再加入德樂詩護理師及華德安護理師，並將義診巡迴範圍擴大至長濱鄉。
1965年2月，譚維義的醫療團隊於臺東市寶桑路成立固定門診。同年農曆春節期間成功鎮都壢一名青年罹患肝膿瘡導致性命垂危，正巧遇到譚維義進行巡迴義診時發現而撿回一命。譚維義有感於臺灣東部醫療環境不佳的窘境，逐心生籌措資金成立醫院之念頭。爾後譚維義及其夫人返美，展開設立醫院之募款活動。

### 成立至今
1968年4月譚維義夫婦再度來到臺灣，並利用於美國募得之資金，在臺東市馬蘭地區購得成立醫院之土地，隨即展開醫院興建工程。經歷一年施工期，台東基督教醫院於1969年4月竣工開幕。院內設有X光機提供民眾篩檢肺結核疾病。
1975年台東基督教醫院透過牧師葛理翰所捐贈《天使》一書的版稅，於院內增建嬰兒室即小兒科病房。1979年小兒科護理站成立，1986年起設立公共衛生室，並展開臺東地區原住民部落社區健康發展計畫，進行家庭計畫及傳染病防治工作，藉此改善部落居民的居住環境衛生。1987年8月台東基督教醫院引進全臺第一部「蛇槍」，以治療遭毒蛇咬傷之病患，並且也因此多次支援外縣市消防單位救助遭蛇吻民眾。
1994年台東基督教醫院創辦人譚維義因年事已高決定退休，並偕同夫人返回美國定居，由蘇輔道醫師接任第二任院長。2011年12月因應馬偕計畫之執行，內政部移民署向高齡82歲的譚維義與譚秀麗夫妻頒發中華民國永久居留證，以表感謝兩人為臺灣醫療50年之貢獻。1995年2月行政院衛生署（今行政院衛生福利部）核准台東基督教醫院病床擴增至110床計畫，卻因缺乏經費久未動工。
1997年台東基督教醫院原有的多位宣教士與醫師等陸續退休，造成基督教醫院不管在人力、物力、資源，甚至財政上面臨極大困難，當時整間醫院建築與設備老舊，甚至僅剩下四名醫師苦撐經營；因此後續基督教醫院成立獨立董事會，並商請花蓮基督教門諾會醫院代為協助經營。1998年2月蘇輔道院長退休返美，同年9月1日來自花蓮的門諾醫院行政副院長呂信雄接任台東基督教醫院院長，即著手展開醫院體質改革作業，其整治方法包括積極對外勸募醫院資金、精簡人事成本，後續也成立四個公益機構以服務各個不同階層的社會弱勢民眾。
1999年台東基督教醫院居家護理所成立，2000年5月6日門診大樓整修計畫啟動，耗資新臺幣數千萬元進行翻修工程，並也在這段期間與彰化基督教醫院、高雄長庚紀念醫院等商討請求醫師支援臺東門診的措施。
2000年11月與花蓮門諾醫院結束協助關係，獨立營運。2004年4月因應新醫療大樓啟用，既有舊門診大樓更名為「慈愛樓」，新醫療大樓命名為「恩典樓」。2006年1月基督教醫院增設新型三合一骨密度檢測儀，讓受測者一次定位就可同時檢測腰椎、兩側髖骨三個部位。同年6月30日與臺東馬偕醫院達成資源合作協議，馬偕醫院陸續派遣多名醫師支援基督教醫院。2007年8月16日洗腎室啟用「腹膜透析」服務。
2012年9月26日因應《醫療法》規定，台東基督教醫院更名為「東基醫療財團法人台東基督教醫院」。
2014年起，台東基督教醫院與馬偕醫護管理專科學校建教合作，每年資助八位符合資格的台東子弟就學，突破偏鄉護理人才難覓的困境。
2016年1月，擔任台東基督教醫院院長長達17年的呂信雄升任東基醫療財團法人執行長，並兼任東基公益總執行長。台東基督教醫院院長一職由副院長陳玉祥醫師接任。2021年1月，陳志成醫師接任院長。2024年1月，馬堅毅醫師接任院長。
2018年8月有鑑於近年來智慧型手機普及率高，加上為防止吃錯處方藥的狀況，台東基督教醫院於該月中旬開始採用彩色藥袋，並於藥袋上附有藥物的彩色照片、QR-Code、藥錠劑量及使用部位圖示、高警訊藥品警示等四項元素。

### 擴建計畫
台東基督教醫院為加強對東部地區的醫療服務，於1998年起啟動擴建為現代化地區性醫院之計畫。其中為不影響既有院區的營運作業與醫療照護，因此擴建計畫採三階段進行。第一期擴建工程為，在既有醫院大樓後方興建新醫療大樓，由潘冀聯合建築師事務所承攬設計，新醫療大樓為高十層樓，地下三層之設計，地下層至地面層一樓採用鋼筋混凝土設計，二樓起改採用鋼骨結構施作。
新醫療大樓自1998年10月起展開設計作業，直到2001年9月完成整體設計規劃，隔月即展開施工，11月開挖地下室基礎。2002年12月台東基督教醫院新醫療大樓完工啟用。2003年2月13日新醫療大樓開始門診與24小時急診服務。
新醫療大樓啟用後，除了增加台東基督教醫院的醫療能量外，為照顧醫療人員，因此接續推動員工宿舍之改建工程，基督教醫院員工宿舍坐落於臺東市寧波街，鄰近基督教醫院院區，該計畫於2012年起推動，同樣由潘冀聯合建築師事務所承攬宿舍規劃，建築結構採地上四層鋼筋混凝土設計。2013年1月完成宿舍細部設計，6月起破土動工，隔年12月竣工啟用。
2012年9月起台東基督教醫院與位在臺北市北投區的和信治癌中心醫院簽署癌症照護「無縫接軌」合作計畫，經歷多年籌備，於2017年8月啟動台東基督教醫院癌症醫療大樓興建計畫，並計畫購置直線加速器做為癌症治療用，於8月12日舉行動土典禮，並邀集臺東政商界人士到場觀禮。癌症醫療大樓計畫興建於台東基督教醫院慈愛樓東側空地，總占地面積約210坪，預定興建為一棟地下兩層，地上五層之建築，該計畫同樣由潘冀聯合建築師事務所承攬設計。總施工經費包含放射性治療區防護工程需新臺幣2億5千萬元。
癌症醫療大樓樓層配置規劃為地下二樓放置直線加速器，地下一樓為放射治療計畫室，地面層起分別為化療調劑室、全靜脈營養調劑室，二樓為癌症中心、檢查中心，三樓聯合評估中心，五樓為復健治療部，六樓為健康管理中心，總樓層板面積約1,470坪。
癌症醫療大樓命名為「盼望樓」，2020年9月19日舉行啟用感恩禮拜。

### 尼伯特風災
2016年7月強烈颱風尼伯特登陸臺東縣太麻里地區，其夾帶之強勁風勢更創下中央氣象局臺東氣象站自1901年成立以來所測得最大陣風，造成臺東市區多處災情。台東基督教醫院同樣也在此波受災名單中，由於風勢強勁，將醫療大樓部分樓層之窗戶玻璃吹破，風雨灌入室內，導致洗腎室以及部分診間受到輕重不一的進水破壞。經院內同仁緊急搶救，暫能維持醫療服務正常運作。
其他東基醫療財團法人旗下的公益機構也同樣受到損害，包含家立立社福基金會辦公室全毀、迦南銀髮生活福祉中心部分空間毀壞、一粒麥子基金會、臺東縣境內唯一收顧兩歲以下失依嬰兒的哈拿之家也受到玻璃破損至風雨灌入而有損失，另外也有部分東基醫療旗下的公務車輛損壞，包括一粒麥子基金會轄下的四輛復康巴士車窗破損。
此次風災中雖造成東基醫療財團法人轄下各單位嚴重損失，但台東基督教醫院仍維持急診、住院、洗腎等部間段的醫療服務，也因此於7月7日晚間起陸續有傷患因玻璃割傷湧入基督教醫院。截至風災第二日，7月8日晚間10時之間，基督教醫院即收治共196名患者。

## 組織架構

### 醫療部門[17]
| 內科系 - 一般內科 - 胸腔內科 - 血液暨腫瘤內科 - 腎臟內科 - 肝膽腸胃科 | 家庭醫學科 - 家醫科 | 老年醫學科 - 老年醫學科 | 耳鼻喉科 - 耳鼻喉科 |

| 放射科 - 放射科 | 外科系 - 一般外科 - 消化外科 - 胸腔外科 - 骨科 - 泌尿科 | 腦、脊椎神經外科／兒童神經外科 - 腦、脊椎神經外科／兒童神經外科 | 婦產科系 - 婦產科 - 不孕症 |

| 小兒科系 - 小兒科 - 小兒神經科 - 小兒胸腔科 - 小兒過敏免疫科 - 新生兒科 - 小兒健檢 | 急診科 - 急診科 | 癲癇科 - 癲癇科 | 牙科 - 一般牙科 - 齒顎矯正 - 兒童牙科 |

| 中醫科 - 中醫科 | 眼科 - 眼科 | 復健科 - 復健科 | 感染科 - 感染科 |

| 營養諮詢 - 營養諮詢 |

## 歷任院長
| 任別 | 姓名   | 任期                   | 備註             |
| ---- | ------ | ---------------------- | ---------------- |
| 1    | 譚維義 | 1969年4月 - 1994年7月  | 創院院長         |
| 2    | 蘇輔道 | 1994年7月 - 1998年2月  |                  |
| 3    | 呂信雄 | 1998年9月 - 2015年12月 | 首位台灣籍院長。 |
| 4    | 陳玉祥 | 2016年1月 -2020年12月  |                  |
| 5    | 陳志成 | 2021年1月 - 2023年12月 |                  |
| 6    | 馬堅毅 | 2024年1月 -            | 現任             |

## 資料來源
1. ↑  . 中華民國行政院衛生福利部中央健康保險署.   [2019-01-05]. （原始内容存档于2019-03-01） （中文（臺灣））.
2. 1 2 3 4  . 福音站. 2015-05-20  [2019-01-05]. （原始内容存档于2019-06-06） （中文（臺灣））.
3. 1 2 3 4 5 6 7 8 9 10 11 12  . 東基醫療財團法人台東基督教醫院.   [2019-01-05]. （原始内容存档于2018-04-25） （中文（臺灣））.
4. ↑  王梅. . 中時電子報. 2014-01-04  [2019-01-05]. （原始内容存档于2019-06-09） （中文（臺灣））.
5. ↑  王梅. . 康健雜誌.   [2019-01-05]. （原始内容存档于2015-06-11） （中文（臺灣））.
6. 1 2  林純如. . 中華基督教今日傳媒發展協會. 2014-10-06  [2019-01-05]. （原始内容存档于2019-01-06） （中文（臺灣））.
7. ↑  楊漢聲. . www.ettoday.net.   [2021-03-18]. （原始内容存档于2020-09-27） （中文（臺灣））.
8. 1 2  . 東基醫療財團法人台東基督教醫院.   [2019-01-05]. （原始内容存档于2019-06-05） （中文（臺灣））.
9. ↑  梁敬彥. . 基督教論壇報.   [2020-12-25]. （原始内容存档于2021-04-16） （中文（臺灣））.
10. ↑  王兆麟. . 東森新聞雲. 2018-08-30  [2019-01-05]. （原始内容存档于2019-06-10） （中文（臺灣））.
11. 1 2  . 潘冀聯合建築師事務所.   [2019-01-05]. （原始内容存档于2017-03-09） （中文（臺灣））.
12. ↑  . 潘冀聯合建築師事務所.   [2019-01-05]. （原始内容存档于2020-09-26） （中文（臺灣））.
13. 1 2  . NOWNEWS 今日傳媒. 2017-08-13  [2019-01-05]. （原始内容存档于2019-06-05） （中文（臺灣））.
14. ↑  盧太城. . 中央通訊社. 2020-09-19  [2020-09-19]. （原始内容存档于2020-10-27） （中文（臺灣））.
15. 1 2 3  . 財團法人基督教論壇基金會. 2016-07-09  [2019-01-05]. （原始内容存档于2016-10-15） （中文（臺灣））.
16. 1 2 3  邱文秀. . 中時電子報. 2016-07-09  [2019-01-05]. （原始内容存档于2016-10-17） （中文（臺灣））.
17. ↑  . 東基醫療財團法人台東基督教醫院.   [2019-01-05]. （原始内容存档于2018-04-09） （中文（臺灣））.

## 外部連結
- 台東基督教醫院 （页面存档备份，存于）